# Ходяк, Джон
Джон Ходяк (англ. John Hodiak; 16 апреля 1914, Питтсбург, Пенсильвания — 19 октября 1955, Лос-Анджелес, Калифорния) — американский киноактёр украинского и польского происхождения. С 1942 года работал на киностудии «Metro-Goldwyn-Mayer».

## Биография
Родился в Питтсбурге в штате Пенсильвания в семье Уолтера Ходяка (25 октября 1888 — 21 сентября 1962) и Анны Погорзелек (28 февраля 1888 — 17 октября 1971). Отец был из Украины, мать — из Польши. Был старшим из четырёх детей в семье. Вскоре семья переехала в Гемтрек в штате Мичиган. Здесь Уолтер Ходяк принимал участие в общественной и культурной жизни общества, играл в местном театре.
Актёрский дебют у Джона состоялся в 11 лет, когда он начал играть в русских и украинских пьесах в местной украинской католической церкви. С этого момента он решил, что станет актёром, хотя его в то же время делал успехи в спорте и бейсбольная команда «Сэнт-Луисские кардиналы» даже предлагала ему место в их лиге Фарм-клуба, но он отказался.
В 1933 году поступил в канцелярию фирмы «Chevrolet». В скором времени нашёл себе место на радио-студии, где по вечерам участвовал в различных спектаклях — сначала бесплатно, а потом за небольшое вознаграждение. Когда Джон впервые пришёл на радио, ему отказали в работе из-за его акцента. Джону пришлось улучшать своё английское произношение, после чего его всё же взяли на радио. Способности талантливого парня были скоро открыты, и управляющий радиостанции посоветовал ему оставить канцелярию и взяться за драму. 1938 года Ходяк переходит в Чикаго и работает как постоянный драматический актёр на станции WMAQ, где выбивается очень скоро вверх.
В 1942 году был приглашён в Голливуд для съемок в фильме «Незнакомец в городе». Фильмы «Спасательная лодка», «Военный суд над мятежниками» и многие другие сделали его известным американской публике. За недолгий период творческой деятельности — не более 12 лет — сыграл по крайней мере в 38 фильмах.
В начале кинокарьеры ему было предложено взять творческий псевдоним, но он отказался, сказав, что ему нравится, как звучит его настоящее имя.
В 1946 году женился на американской актрисе Энн Бакстер. 9 июня 1951 года у них родилась дочь Катрин. В 1953 году Ходяк и Бакстер расстались.
Джон Ходяк умер в 41 год. У него случился сердечный приступ, когда он собирался в доме родителей в Лос-Анджелесе на киностудию для завершения работы над фильмом «На грани вселенной» (англ. On the Threshold of Space). Похоронен на кладбище Голгофа в Лос-Анджелесе.

## Избранная фильмография
| Год  |   | Русское название    | Оригинальное название     | Роль                         |
| ---- | - | ------------------- | ------------------------- | ---------------------------- |
| 1942 | ф | Незнакомец в городе | Stranger in Town          | Hart Ridges                  |
| 1944 | ф | Песнь о России      | Song of Russia            | Борис Булганов               |
| 1944 | ф | Спасательная шлюпка | Lifeboat                  | Джон Ковак, кочегар          |
| 1945 | ф | Колокол Адано       | A Bell for Adano          | майор Виктор П. Джопполо     |
| 1946 | ф | Где-то в ночи       | Somewhere in the Night    | Джордж Тейлор                |
| 1946 | ф | Девушки Харви       | The Harvey Girls          | Нед Трент                    |
| 1947 | ф | Ярость пустыни      | Desert Fury               | Эдди Бендикс                 |
| 1949 | ф | Поле битвы          | Battleground              | Джарвесс                     |
| 1949 | ф | Малайя              | Malaya                    | Келлар                       |
| 1949 | ф | Подкуп              | The Bribe                 | Тагвелл «Таг» Хинттен        |
| 1950 | ф | Леди без паспорта   | A Lady Without Passport   | Питер Кэрзэг / Йозеф Гомбуш  |
| 1951 | ф | Народ против О’Хары | The People Against O’Hara | окружной прокурор Луис Барра |
| 1951 | ф | Из ночи в утро      | Night into Morning        | Том Лоури                    |
| 1952 | ф | Измена              | The Sellout               | Чик Джонсон                  |